# Громова, Ирина Владимировна
Ирина Владимировна Гро́мова (род. 23 июля 1985 года) — российская самбистка и дзюдоистка, призёр чемпионатов России по дзюдо, чемпионка и призёр чемпионатов России по самбо, чемпионка Европы и мира по самбо, призёр Универсиады по дзюдо, Заслуженный мастер спорта России (2011) по самбо и дзюдо. Живёт в Барнауле. Член сборной команды страны с 2005 года. Выступает за клуб «Динамо» (Барнаул).
В 2012 году была доверенным лицом кандидата в президенты России Владимира Путина.

## Спортивные достижения

### Дзюдо
- Первенство России по дзюдо среди кадетов 2001 года — ;
- Первенство России по дзюдо среди юниоров 2002 года — ;
- Первенство России по дзюдо среди юниоров 2004 года — ;
- Первенство России по дзюдо среди молодёжи 2005 года — ;
- Первенство России по дзюдо среди молодёжи 2007 года — ;
- Чемпионат России по дзюдо 2001 года — ;
- Чемпионат России по дзюдо 2004 года — ;
- Чемпионат России по дзюдо 2005 года — ;
- Чемпионат России по дзюдо 2008 года — ;
- Чемпионат России по дзюдо 2011 года — ;
- Чемпионат России по дзюдо 2014 года — ;
- Чемпионат России по дзюдо 2015 года — ;
- Чемпионат России по дзюдо 2017 года — ;
- Чемпионат России по дзюдо 2018 года — ;

### Самбо
- Чемпионат России по самбо среди женщин 2010 года — ;
- Чемпионат России по самбо среди женщин 2011 года — ;
- Чемпионат России по самбо среди женщин 2012 года — ;
- Чемпионат России по самбо 2016 года — ;
- Чемпионат России по самбо 2017 года — ;
- Чемпионат России по самбо 2018 года — ;